# Крофорд (округ, Канзас)
Кро́форд (англ. Crawford County) — округ в штате Канзас, (США). По состоянию на 2020 год, численность населения составляла 38 972 человек. Был основан 13 февраля 1867 года, получил своё название в честь американского политического деятеля и министра финансов Уильяма Кроуфорда.

## География
По данным Бюро переписи США, общая площадь округа равняется 1 541 км², из которых 1 536 км² суша и 6 км² или 0,36 % это водоёмы.

## Демография
По данным переписи населения 2000 года в округе проживает 38 242 жителей в составе 15 504 домашних хозяйств и 9 441 семей. Плотность населения составляет 25 человек на км². На территории округа насчитывается 17 221 жилых строений, при плотности застройки 11 строений на км². Расовый состав населения: белые — 93,29 %, афроамериканцы — 1,83 %, коренные американцы (индейцы) — 0,94 %, азиаты — 1,11 %, гавайцы — 0,09 %, представители других рас — 1,11 %, представители двух или более рас — 1,63 %. Испаноязычные составляли 1,62 % населения независимо от расы.
В составе 28,50 % из общего числа домашних хозяйств проживают дети в возрасте до 18 лет, 47,90 % домашних хозяйств представляют собой супружеские пары проживающие вместе, 9,30 % домашних хозяйств представляют собой одиноких женщин без супруга, 39,10 % домашних хозяйств не имеют отношения к семьям, 30,60 % домашних хозяйств состоят из одного человека, 13,40 % домашних хозяйств состоят из престарелых (65 лет и старше), проживающих в одиночестве. Средний размер домашнего хозяйства составляет 2,35 человека, и средний размер семьи 2,96 человека.
Возрастной состав округа: 22,90 % моложе 18 лет, 16,40 % от 18 до 24, 25,00 % от 25 до 44, 20,20 % от 45 до 64 и 15,50 % от 65 и старше. Средний возраст жителя округа 34 года. На каждые 100 женщин приходится 95,00 мужчин. На каждые 100 женщин старше 18 лет приходится 92,40 мужчин.
Средний доход на домохозяйство в округе составлял 29 409 USD, на семью — 40 582 USD. Среднестатистический заработок мужчины был 27 881 USD против 21 517 USD для женщины. Доход на душу населения составлял 16 245 USD. Около 9,40 % семей и 16,00 % общего населения находились ниже черты бедности, в том числе — 17,00 % молодежи (тех кому ещё не исполнилось 18 лет) и 10,30 % тех кому было уже больше 65 лет.